# 謝剛傑
謝剛傑（1892年—1968年10月3日），字慈舟。四川省華陽縣人。民國38年（1949年）在青海省選區遞補當選第一屆立法委員。

## 生平[1][2][3]
- 福建高等學堂實科畢業
- 日本岡山醫科大學畢業
- 陸軍軍醫院院長
- 甘肅省立醫院院長兼任內科主任
- 青海省衛生處處長兼省立醫院院長
- 青海省衛生實驗處處長
- 青海省政府委員
- 遞補當選青海省立委[4]
- 民國57年10月3日病故[5]